# Chat rex

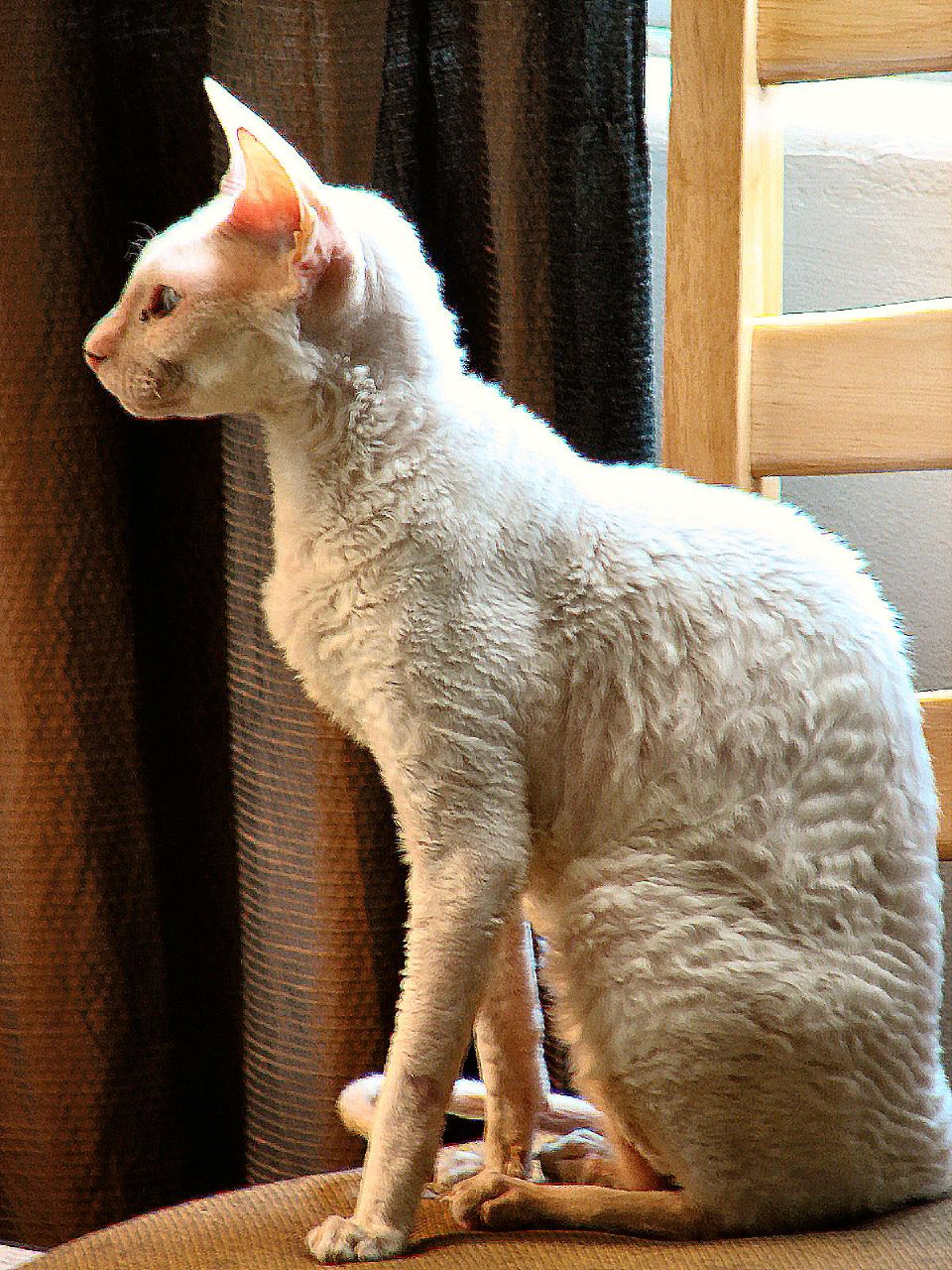
Chat à poil frisé de race cornish rex.

Un chat rex ou chat à poil frisé est un chat dont le poil est bouclé. On désigne plus généralement par mutation rex les mutations responsables du poil frisé, ces mutations peuvent affecter d'autres animaux, et notamment le lapin, ou le cheval. L'apparition du poil frisé se fait naturellement dans les populations de chats, et ce n'est que par la suite que ce type de poil a été sélectionné dans l'optique de races bien déterminées. La mutation rex peut être combinée à des poils longs ou courts.

## Description
Les chats rex ont une fourrure plus ou moins ondulée, frisée ou bouclée, avec ou sans sous-poil ; les vibrisses sont également ondulées. On attribue la forme du poil à une croissance ralentie du poil. Les chats rex sont plus difficiles à entretenir que les chats à poil normaux : la fourrure peut être cassante, certaines parties du corps sont parfois chauves et il arrive que le poil repousse droit, les chats sont sujets à des allergies.
Lors de l'apparition des premiers chats rex (le cornish rex), la rumeur voulait qu'ils étaient hypoallergénique, ce qui s'est révélé faux.

## Liste des races de chat rex
- Cornish rex : le premier cornish rex, Kalibunker, est né en 1950 dans une ferme de Cornouailles ; l'origine de la race est cependant disputée car des chats frisés sont élevés en Allemagne à partir de 1948[6].
- Devon rex : issu d'un chat haret à poil frisé du Devon, la race est sélectionnée dans les années 1960. Des croisements avec le cornish rex montrèrent qu'il ne s'agissait pas de la même mutation[6].
- LaPerm : née en 1982 dans l'Oregon, cette race est issue d'une mutation dominante[7].
- Selkirk rex : un premier individu naît en 1987 au Montana[4] d'une chatte domestique à poil court. La mutation est dominante[6]. La fourrure ne forme pas des vagues sur le corps, mais des poils en bouquets touffus[4].
- American wirehair : le premier wirehair mâle naît dans l'État de New York en 1967 et fut croisé avec des american shorthair. La mutation est dominante[8].
- Ural rex